# Augusta (Nueva York)
Augusta es un pueblo ubicado en el condado de Oneida en el estado estadounidense de Nueva York. En el año 2000 tenía una población de 1966 habitantes y una densidad poblacional de 27 personas por km².

## Geografía
Augusta se encuentra ubicado en las coordenadas 42°58′17″N 75°29′17″O / 42.97139, -75.48806.

## Demografía
Según la Oficina del Censo en 2000 los ingresos medios por hogar en la localidad eran de $33 274 y los ingresos medios por familia eran $41 302. Los hombres tenían unos ingresos medios de $28 977 frente a los $23 063 para las mujeres. La renta per cápita para la localidad era de $16 367. Alrededor del 8.6% de la población estaban por debajo del umbral de pobreza.